# Emmerichita
L'emmerichita és un mineral de la classe dels silicats que pertany al grup de la lamprofil·lita. Va ser anomenada en honor de Franz-Josef Emmerich, mineralogista aficionat alemany, per les seves contribucions a la mineralogia d'Eifel.

## Característiques
L'emmerichita és un element químic de fórmula química Ba₂Ti₂Na₃Fe³⁺(Si₂O₇)₂O₂F₂. Cristal·litza en el sistema monoclínic. És el membre amb titani i Fe3+ dominants del grup de la lamprofil·lita.

## Jaciments
L'emmerichita va ser descoberta a Rother Kopf, a Roth (Eifel, Renània-Palatinat, Alemanya). També ha estat descrita en un altre indret d'Eifel.